# Dasychira psolostigma
Dasychira psolostigma är en fjärilsart som beskrevs av Collenette 1939. Dasychira psolostigma ingår i släktet Dasychira och familjen tofsspinnare. Inga underarter finns listade i Catalogue of Life.